# C. J. Kirkpatrick
C. J. Kirkpatrick (Charles James Kirkpatrick; * 9. Juni 1950) ist ein ehemaliger britischer Hürdenläufer.
Bei den British Commonwealth Games erreichte er über 110 m Hürden für Nordirland startend 1970 in Edinburgh das Halbfinale und wurde 1974 in Christchurch Fünfter.
1974 wurde er Englischer Hallenmeister über 60 m Hürden. Fünfmal wurde er Nordirischer Meister über 110 m Hürden (1970–1972, 1975, 1976).

## Persönliche Bestzeiten
- 60 m Hürden (Halle): 8,05 s, 1. Februar 1975, Cosford (handgestoppt: 8,0 s, 10. Februar 1973, Madrid)
- 110 m Hürden: 14,19 s, 16. Juni 1973, Edinburgh (handgestoppt: 13,7 s, 29. Juni 1974, Warschau)